# 시장위험
시장위험 또는 시장리스크(market risk)는 가격, 변동성 등 시장 변수의 움직임으로 인해 포지션 손실이 발생할 수 있는 리스크이다. 각 분류는 시장 위험의 다양한 측면을 나타낼 수 있으므로 고유한 분류는 없다.

## 위험 관리
모든 기업은 불리한 상황이 발생할 가능성과 그러한 불리한 상황의 비용이라는 두 가지 요소를 기반으로 위험을 감수한다. 위험 관리는 위험을 통제하고 이익 가능성의 균형을 맞추는 방법에 대한 연구이다.

## 같이 보기
- 체계적 위험
- 위험회피
- 포트폴리오 이론